# Колоница (район Снина)

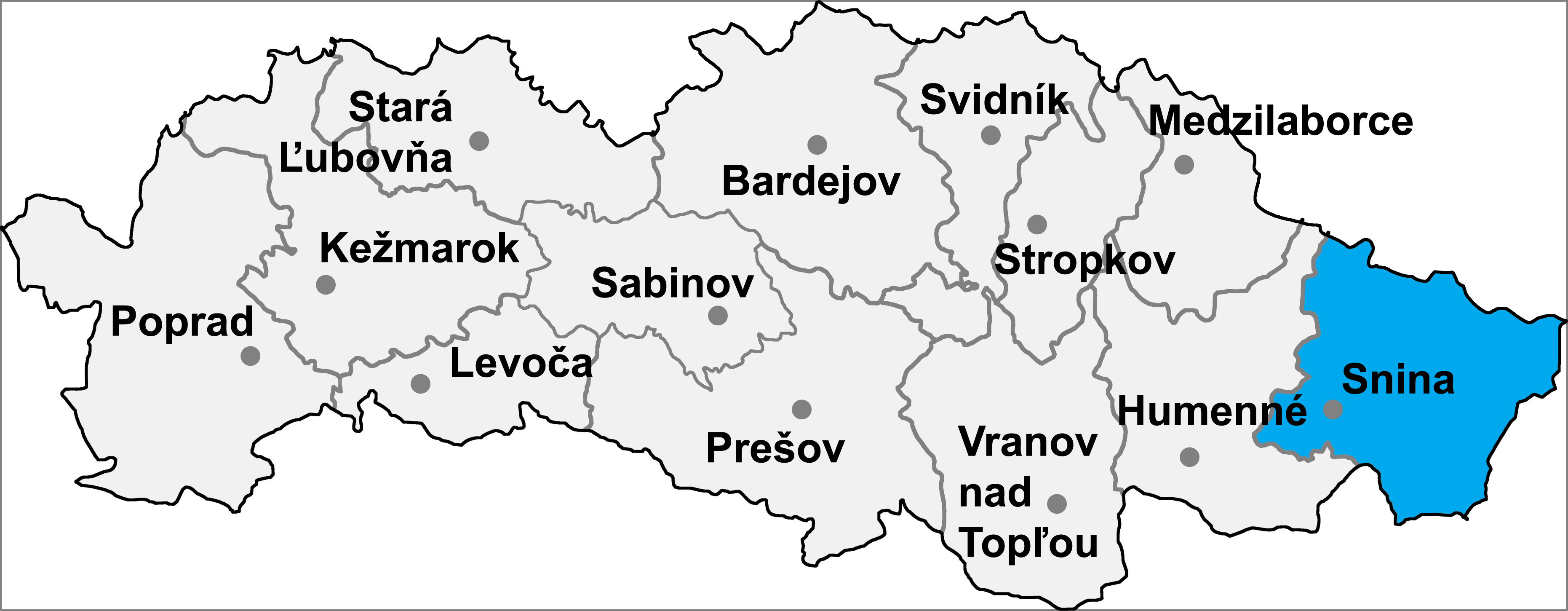
Район Снина на карте Прешовского края

Колоница (словац. Kolonica) — деревня в Снинском районе Прешовского края Словакии.
Расположена в северо-восточной части страны, в долине р. Колонички, впадающей в р. Цироха. Находится на высоте 360 м над уровнем моря.
Население — 526 жителя (2024).
Впервые упоминается в 1567 году. В селе есть грекокатолическая церковь в стиле барокко (1843) и спортивно-туристическая база.

## Население
| Год:                | 1994 | 2004    | 2014    | 2024     |
| ------------------- | ---- | ------- | ------- | -------- |
| Количество человек: | 596  | 593     | 585     | 526      |
| Разница:            |      | −0,50 % | −1,34 % | −10,08 % |